# Patrícia Lucchesi
Patrícia Lucchesi (São Paulo, 13 de octubre de 1975) es una actriz brasileña.

## Carrera
A pesar de haber iniciado la carrera a los ocho años, sólo obtuvo notoriedade a los once años, cuando participó de un comercial de televisión de la empresa de ropas íntimas femeninas Valisère, en la cual decía: El primero Valisère la gente nunca olvida.

## Telenovelas
- Poder Paralelo (2009) - Iara (Lupa) Cadavid
- Bicho del Mato (2006) - Drº Ludmila
- La Turma del Didi (2004) - Patricia 'Pati'
- Sandy & Junior (1999) - Carolina
- Usted Decide (1998) (Episodio: La Pílula) - Fatima
- Era una vez... (1998) - Eulália
- Una Ventana para el Cielo (1997) - Matilde
- Hermana Catarina (1996) - Lúcia
- Dueña Anja (1996) - Matilde
- Tocaia Grande (1995) - Maria Mocinha
- gran Padre (1991) - Jô
- Floradas en la Sierra (1991) - Belinha
- Brasileñas y Brasileños (1990) - Simone Marie
- El Cometa (1989) - Cintia
- Colonia Cecília (1989) - Rosaura
- La Boda de los Trapalhões (1988) - Cristina
- El Libro Mágico